# 7546 Meriam
7546 Meriam este o planetă minoră (asteroid), cu un diametru de 2,038 km, din centura de asteroizi. A fost descoperită pe 25 iunie 1979 la Observatorul Siding Spring de Eleanor F. Helin și a fost numită după Meriam people⁠(d). 
Obiectul prezintă o orbită caracterizată de o semiaxă mare de 2,3165606 UAi, o excentricitate de 0,11, o înclinație de 5,26911 ° în raport cu ecliptica.